# Сент-Джонс
Сент-Джонс (англ. Saint John's) — столица, самый большой город и главный порт государства Антигуа и Барбуда, административный центр округа Сент-Джон.

## География и природные условия
Город расположен в северо-восточной части острова Антигуа на берегу защищённой от непогоды бухты — залива Грин Карибского моря. Чтобы позволить вход в порт крупным круизным лайнерам, дно бухты было углублено, и в XXI веке она способна принимать суда осадкой до 35 футов (11 м). В 10 км к северо-востоку от города находится международный аэропорт имени В. К. Бёрда. Сент-Джонс также представляет собой автодорожный узел острова Антигуа.
Климат этой территории тропический пассатный. Температура в течение года изменяется от +25 °С в самый прохладный месяц до +30 °С в самый жаркий. Дожди идут с мая по ноябрь, осадков за это время выпадает примерно 80 % от среднегодовой нормы, составляющей 1200 мм.
Частые тропические ураганы наносят серьёзный ущерб хозяйству Сент-Джонса. Рек в черте города и на острове в целом нет. Снабжение питьевой водой производится из артезианских скважин, а также опреснительной установки, построенной в 1970 году. Огромный вклад в развитие региона внёс госпиталь Красного креста.
Растительный и животный мир окрестностей столицы достаточно беден, однако имеется множество видов птиц, а в прибрежных водах в изобилии водятся промысловая рыба и ракообразные.

## История
Сент-Джонс основан английскими колонистами в 1632 году и в 1667 году стал административным центром английских владений на Антигу и Барбуде. Начиная с XVIII века служил базой британских военных кораблей. На протяжении своей истории неоднократно страдал от стихийных бедствий, в число которых входят землетрясения 1690 и 1843 годов, пожар 1769 года и ураган 1847 года. К середине XVIII века в городе уже имелась достаточно развитая промышленность, ориентированная на переработку сахарного тростника, так как эта культура давала наибольшую прибыль. Для работы на плантациях и заводах завозились рабы из Африки, потомки которых в настоящее время составляют основное население страны. В 1834 году рабство было отменено, однако условия существования бывших рабов в Сент-Джонсе ещё около ста лет оставались крайне неудовлетворительными.
Экономика города серьёзно пострадала во время кризиса 1930-х годов, когда снизился мировой спрос на сахар. С 1958 по 1962 год Сент-Джонс находился в составе Вест-Индской федерации, а затем входил в ассоциированное с Великобританией государство.
В 1981 году, с обретением Антигуа и Барбудой независимости, Сент-Джонс стал столицей нового государства. В 1995 году город серьёзно пострадал от урагана Луис. Особенно сильные потери понесла туристическая инфраструктура.

## Население, язык, вероисповедание
По данным переписи населения 2011 года, в Сент-Джонсе проживали 22,2 тысячи человек — снижение численности населения на 9 % по сравнению с переписью населения 2001 года. В Сент-Джонсе отмечен самый высокий процент жителей, являвшихся уроженцами других стран (36,6 % при показателе в 30,4 % для всей страны). Из 22 тысяч жителей 23 % (чуть более 5 тысяч) составляли дети и подростки в возрасте до 14 лет включительно, 8 % (1,8 тысячи) — люди в возрасте 65 лет и старше. В городе насчитывалось 7,9 тысячи домохозяйств, более чем в половине которых было от 2 до 4 человек.
Официальным языком является английский, но основная часть жителей говорит на антигуанском креольском языке, основанном также на английском. Также в ходу у коренных жителей причудливый местный диалект «патуа», состоящий из смеси многочисленных наречий и активно используемый в традиционной народной культуре.
Большинство верующих — христиане, придерживающиеся англиканства; встречаются католики, адвентисты, методисты, пятидесятники.

## Экономика
Сент-Джонс — курортный город, и основная отрасль городской экономики — сфера услуг, включающая административные и финансовые услуги, торговлю, транспорт и туризм. В Сент-Джонсе расположены отделения многих международных баннков и авиакомпаний, в том числе головной офис Управления Восточнокарибской гражданской авиации. Порт Сент-Джонс помимо круизных судов обслуживает также контейнеровозы. В городе располагаются такие промышленные предприятия как нефтеперерабатывающий завод West Indies Oil Company и фабрика по производству рома.

## Культура
Сент-Джонс — культурный и образовательный центр страны. В городе расположены Медицинский университет Антигуа (основан в 1982 году), Медицинский колледж Антигуа (2004) и отделение Университета Вест-Индии. Здесь же находятся публичная библиотека (основана в 1830 году как частная, в 1854 году перешла в государственную собственность), Архив Антигуа и Барбуды (1982).
В бывшем здании суда (построено около 1750 года, ранее место работы Верховного суда и обеих палат парламента Антигуа и Барбуды) с 1985 года действует музей Антигуа и Барбуды. Основные спортивные сооружения — стадионы «Антигуа Рикриэйшен Граунд» (12 тысяч зрительских мест) и «Сэр Вивиан Ричардс» (10 тысяч мест). В 2007 году город принимал чемпионат мира по крикету.
Помимо исторического здания суда важным архитектурными памятниками Сент-Джонса являются господствующий над городским пейзажем англиканский собор Св. Иоанна (современное здание построено в 1845—1848 годах по проекту Томаса Фуллера); и исторический причал Редклифф, в XVIII веке служивший для складирования товаров — хлопка, сахара, табака, овчин, — а также содержания перевозимых рабов. В XXI веке причал Редклифф привлекает туристов как торговый центр. В городе также сохранилось некоторое количество жилых домов XVIII и XIX веков, в основном особняки богатых плантаторов. Недалеко от Сент-Джонса расположены исторические форты Джеймс (1739) и Баррингтон (1779—1780). Форт Джеймс вооружён десятью тяжёлыми орудиями, каждое из которых весит 2,5 тонны, требовало команды из 11 артиллеристов и обладало дальностью выстрела на 1,5 мили (2,4 км). Форт никогда не принимал участия в боевых действиях.
Среди других достопримечательностей Сент-Джонса — верфь Нельсона, здание Палаты Правления, аквариум, расположенный во Флэттсе, и скальная пещера «Чертова Дыра», которая находится в лагуне Хэррингтон Саунд.